# فواز الساجر
فواز الساجر (1948 - 16 أيار 1988) مخرج مسرحي سوري، ولد في إحدى قرى منبج ناحية أبو قلقل في محافظة حلب.
حصل على الشهادة الثانوية الفرع الأدبي بتفوق عام 1965 من محافظة الرقة بمجموع قدره (49) من (50)، عرف باندفاعه الكبير للقراءة والمطالعة وهو شاب فقد كان من الرواد الدائمين للمركز الثقافي العربي في منبج.
ساهم في تأسيس المعهد العالي للفنون المسرحية في سوريا وعمل مدرساً فيه.

## مسيرته
أوفدته وزارة الثقافة لدراسة الإخراج المسرحي في موسكو عام (1966) حيث كان أستاذه الفنان يوري زافانسكي تلميذ ستانسلافسكي وهو صاحب مدرسة مسرحية عالمية ومن أهم وجوه المسرح السوفيتي.

تخرج من معهد «غيتس» الحكومي للفنون المسرحية (كلية الإخراج) عام (1972)، وفي العام (1975) عمل مع المسرح الجامعي في دمشق وقدم ثلاثية بعنوان: «أن نكون أو لا نكون» على نصوص لأوزوالد دراكون وممدوح عدوان ورياض عصمت، وشارك بهذا العرض باسم سوريا في مهرجان دمشق السادس للفنون المسرحية.
أنا أفهم المسرح كمسرح يغير ولا يتغير.. أنا أرفض المسرح الذي يقدم قيما أخلاقية ثابتة من منظور تبريري.. المسرح المطلوب في وطننا هو المسرح الذي يؤكد قيما اجتماعية وأفكارا جديدة تدفع بوعي الناس إلى الأمام.
وفي عام (1977) أسس مع سعد الله ونوس المسرح التجريبي وقدم: «يوميات مجنون» عن نص نيكولاي غوغول، وفي عام (1978) أوفد إلى اليابان لمدة ستة أشهر للاطلاع على المسرح الياباني وأنجز عرض «توراندوت».
وفي عام (1979) عاد إلى المسرح التجريبي وقدم مسرحية «رحلة حنظله من الغفلة إلى اليقظة» من اقتباس سعد الله ونوس، وقد عرضت هذه المسرحية في الكويت وألمانيا.
وفي العام (1980) قدم (ثلاث حكايات) عن ثلاثية الكاتب أوزوالد دراكون وهي:
«ضربة شمس- حكاية صديقنا بانشو- والرجل الذي صار كلباً»، عرضت في تونس، وفي العام (1981) قدم عرض التخرج لطلبة الدفعة الأولى من قسم التمثيل وهو (سهرة مع أبي خليل القباني) لسعد الله ونوس.
سافر من جديد إلى موسكو لدراسة الدكتوراه عام (1982) وعاد بها عام (1986) وأصبح في العام (1987) مدرساً لمادة التمثيل في المعهد العالي للفنون المسرحية وقدم في العام (1988) مسرحية (سكان الكهف) للمسرح القومي عن مسرحية ويليام سارويان.

## شهادات في الساجر
- رفيق دربه الكاتب المسرحي «سعد الله ونوس» وفي الذكرى الثامنة لرحيله، وضمن الندوة التي أقامها المعهد العالي للعلوم المسرحية عن مسرح الساجر، شارك سعد الله ونوس على الرغم من مرضه، وتحدث مطولًا عن ذكرياته المسرحية مع فواز الساجر، وقد قال في كلمته الارتجالية: «هذه المناسبة ليست جميلة على قلوبنا، كنا نتمنى أن تكون مختلفة، سنوات مرت على وفاة فواز وخلالها كنت أتساءل من منا يسبق الآخر، أهذا الذي رحل وتركنا ننتظر، أم هذا الذي يجلس خلف النافذة ينتظر موته ويرقب انهيارات العالم الكبرى».
- قال عنه الفنان أيمن زيدان: «فواز لم يمت ولم ينته، بدأ العمل معنا بحماس واندفع حين كنا (26) طالبـاً، كان همه الأساسي أن تنصهر الذات على بوتقة الجماعة، وأن تتحول الأنا إلى النحن في هـذا الزمن المسرحي الصعب، علمنا كيف نقرأ الحياة قراءة إبداعية. وقد كتب لي رسالة يوم سافر إلى موسكو قال فيها "طوبى لمن ربح نفسه وخسر العالم».
- وقال عنه الفنان غسان مسعود: «رفض فواز "الدوغما" فالفكر ليس "قمقمًا" وهذا السبب في أن فواز أعاد نظرته في الحياة والإنسان».[4]

## وفاته
رحل الساجر في 16 أيار عام 1988 تاركا إرثاً مسرحياً عميقاً في صدقه وتجربته وحبه وعشقه لخشبة المسرح مخلفاً من طلابه عمالقة في الفن التلفزيوني والمسرحي ونذكر منهم (أيمن زيدان، وغسان مسعود، وآخرون...)
قصاصة ورق صغيرة وُجدت في أحد جيوب الراحل ربما تصف لنا حاله، كلمات ربما كان يتنبأ فيها بموته السريع المفاجئ: إن عصرنا هذا هو عصرُ الضيق، أكلنا ضيق، شرابنا ضيق، زِيُّنا ضيق، مسكننا ضيق، مرتبنا ضيق، تفكيرنا ضيق، قبرنا ضيق، مطمعنا ضيق، أفقنا ضيق، عدلنا ضيق، عالمنا ضيق، مصيرنا ضيق، موتنا ضيق، قبرنا ضيق، الضيق، الضيق! افتحوا الأبواب والنوافذ.. سيقتلنا الضيق! افتحوا الأرض والسماء.. سيقتلنا الضيق! افتحوا الكون.. سيقتلنا الضيق!